# Platja del Marjal
La platja del Marjal és una platja semiurbana del municipi d'Alcanar a la comarca del Montsià (Catalunya), a tocar del nucli urbà de les Cases d'Alcanar. Limita al nord-est amb la platja de les Cases d'Alcanar i al sud-oest amb la platja de l'Estanyet. Orientada al sud-est, té una longitud de 300 metres i una amplada mitjana de 35 metres, formada per còdols, amb un pendent d'entrada a l'aigua moderat. Hi desemboca el barranc de les Forques. Disposa de guingueta de refrescos i gelats, senyalització, sanitaris portàtils i dutxes.
Sovint es considera aquesta platja com a part de la platja de Les Cases, tot i que popularment totes dos són ben diferenciades, ja que es considera platja de Les Cases, únicament la que hi ha al nucli urbà de les Cases d'Alcanar. Per tal de poder tenir bandera blava la platja de les Cases i la del Marjal es van reunificar amb el nom i ara totes dues són anomenades, artificialment, platja del Marjal-Les Cases. D'aquesta manera totes dues tenen més serveis de socorrisme i més seguretat.
Té el seu origen al voltant d'antics salobrars i bassals atapeïts de canyes. Actualment, però, el passeig del Marjal ha eliminat la majoria de zones verges que hi restaven.
La platja, juntament amb la platja de les Cases d'Alcanar, està guardonada des del 1994 amb la Bandera Blava, que reconeix internacionalment la qualitat de l'aigua i serveis. L'Agència Catalana de l'Aigua efectua un control setmanal de la qualitat de l'aigua, durant la temporada de bany, amb el resultat d'excel·lent.